# バンカー油
バンカー油（バンカーゆ）とは、外航海運の船舶や航空機の燃料のことである。バンカーとは石炭を船の燃料としていた頃に石炭を積むこと、あるいは船内の石炭貯蔵室を指した。現代では船舶用燃料の総称として使用され、船舶で使用されるA重油、B重油、C重油のこと。